# Вульф, Мэдисон
Мэдисон Вульф (англ. Madison Wolfe; род. 16 октября 2002, Метери, Луизиана) — американская актриса, начавшая карьеру ещё в раннем детстве.

## Биография
Сестра — Меган, тоже актриса, сёстры вместе снимались в сериале «Настоящий детектив».
В 2015 Мэдисон получила роль Джанет Ходжсон, девочки, одержимой демоном, в фильме ужасов Джеймса Вана «Заклятие 2». В том же году стало известно, что Вульф прошла кастинг на съёмки в фильме «Я сражаюсь с великанами», причём актриса обошла 500 других претенденток. Фильм вышел в 2017 году; исполнение Мэдисон главной роли было хорошо оценено критиками.

## Фильмография
| Год       |     | Русское название                   | Оригинальное название    | Роль                             |
| --------- | --- | ---------------------------------- | ------------------------ | -------------------------------- |
| 2012      | ф   | На дороге                          | On the Road              | Доди Ли                          |
| 2012      | ф   | Грязная кампания за честные выборы | The Campaign             | Джессика Брэйди                  |
| 2013      | ф   | Грэйс акустическая                 | Grace Unplugged          | Грэйс в детстве                  |
| 2014      | ф   | Пришествие Дьявола                 | Devil's Due              | Бриттани                         |
| 2014      | с   | Настоящий детектив                 | True Detective           | Одри Харт                        |
| 2015      | ф   | Дом, милый ад                      | Home Sweet Hell          | Эллисон Чампэйдж                 |
| 2015      | с   | Клуб жён астронавтов               | Astronaut Wives Club     | Джули Шепард                     |
| 2015      | с   | Крик                               | Scream                   | Эмма в детстве                   |
| 2015—2016 | с   | Зоо-апокалипсис                    | Zoo                      | Клементина Льюис                 |
| 2015      | ф   | Трамбо                             | Trumbo                   | Никола (Никки) Трамбо в 8-11 лет |
| 2015      | ф   | Убить заново                       | Re-Kill                  | маленькая девочка                |
| 2015      | ф   | Джой                               | Joy                      | Пегги в детстве                  |
| 2016      | ф   | Киану                              | Keanu                    | Алексис                          |
| 2016      | ф   | Мистер Чёрч                        | Mr. Church               | Поппи в детстве                  |
| 2016      | ф   | Заклятие 2                         | The Conjuring 2          | Джанет Ходжсон                   |
| 2016      | ф   | Холодная Луна                      | Cold Moon                | Мэнди                            |
| 2017      | ф   | Я сражаюсь с великанами            | I Kill Giants            | Барбара Торсон                   |
| 2017      | ф   | Похищены и проданы                 | Trafficked               | Натали                           |
| 2019      | кор | Татуированное сердце               | The Tattooed Heart       | Ава Ли                           |
| 2021      | ф   | Злое                               | Malignant                | Серена Мэй в детстве             |
| 2022      | ф   | Поли, вперед!                      | Paulie Go!               | Айвери                           |
| 2023      | с   | Мэйфейрские ведьмы                 | Mayfair Witches          | Тесса                            |
| 2023      | ф   | Мужчина в белом фургоне            | The Man in the White Van | Энни                             |
| 2025      | ф   | Естественный отбор                 | A Natural Selection      | Тэлон Мартин                     |
| 2025      | с   | Жены-охотницы                      | The Hunting Wives        | Эбби                             |
|           | ф   | Взросление Гормана                 | Growing up Gorman        | Донна                            |
|           | ф   | Костяная грань                     | Bone Face                | Кэрри                            |
|           | ф   | Шёпот                              | They Whisper             | Бетани                           |
|           | ф   | Вознаграждение нашедшему           | Finders Fee              | Тэнси                            |

## Награды и номинации
| Год  | Награда                        | Категория                                              | Номинация за         | Результат | Примечания |
| ---- | ------------------------------ | ------------------------------------------------------ | -------------------- | --------- | ---------- |
| 2019 | Северо-Восточный кинофестиваль | Лучшая актриса второго плана в короткометражном фильме | Татуированное сердце | Номинация | [ 8 ]      |